# William Lawrence

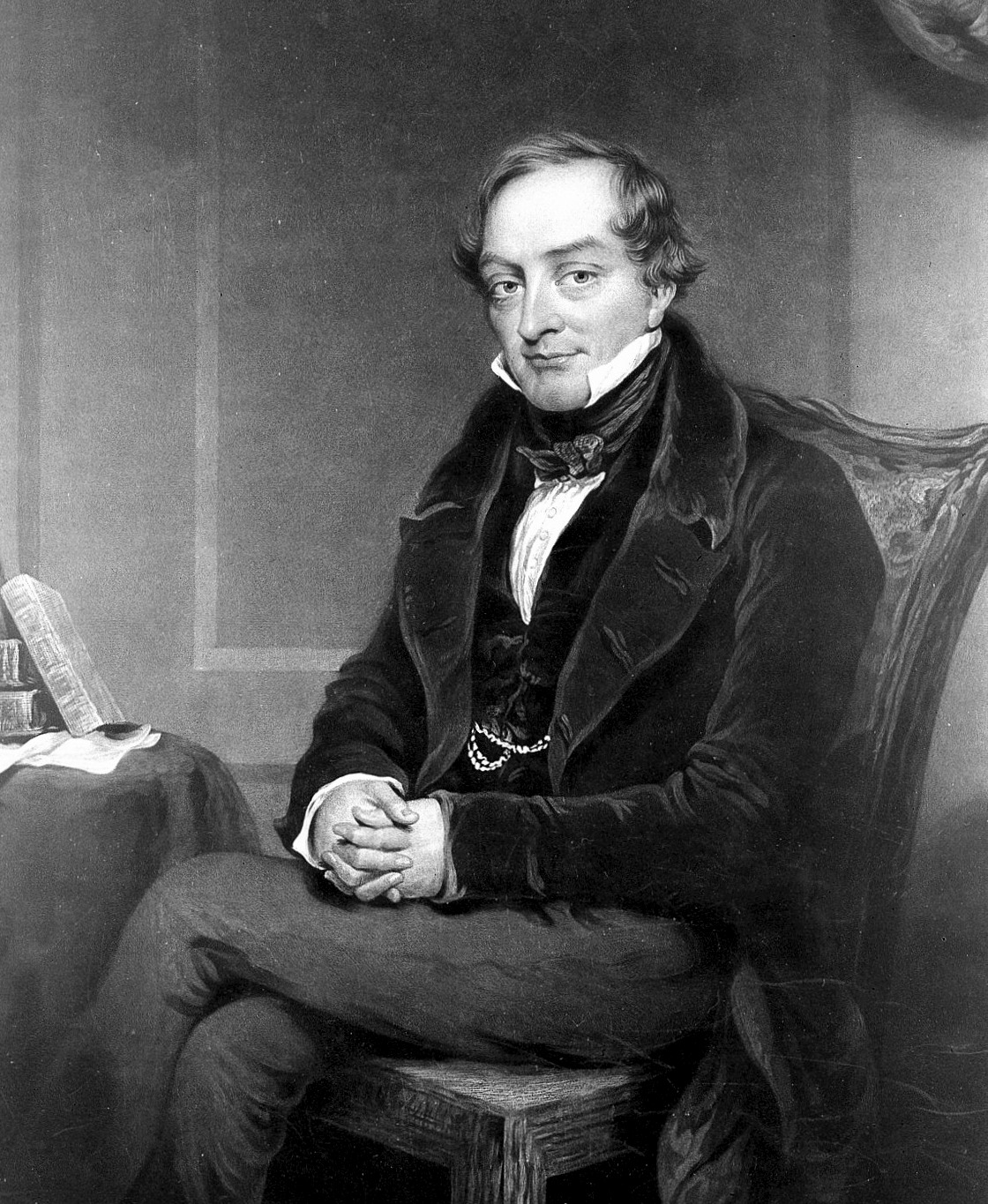
William Lawrence.

William Lawrence, född den 16 juli 1783 i Cirencester, död den 5 juli 1867 i London, var en engelsk anatom och kirurg. 
Lawrence var ordförande i Royal College of Surgeons of England och ledamot av Royal Society. Han undervisade i fysiologi och zoologi. Lawrence uttryckte idéer som liknar Charles Darwins evolutionsteori. Han  utvecklade en teori om människoraser.